# Casa Oleguer Garrigosa
La casa Oleguer Garrigosa era un edifici situat als carrers d'en Gombau i de Fonollar de Barcelona, actualment desaparegut.

## Descripció

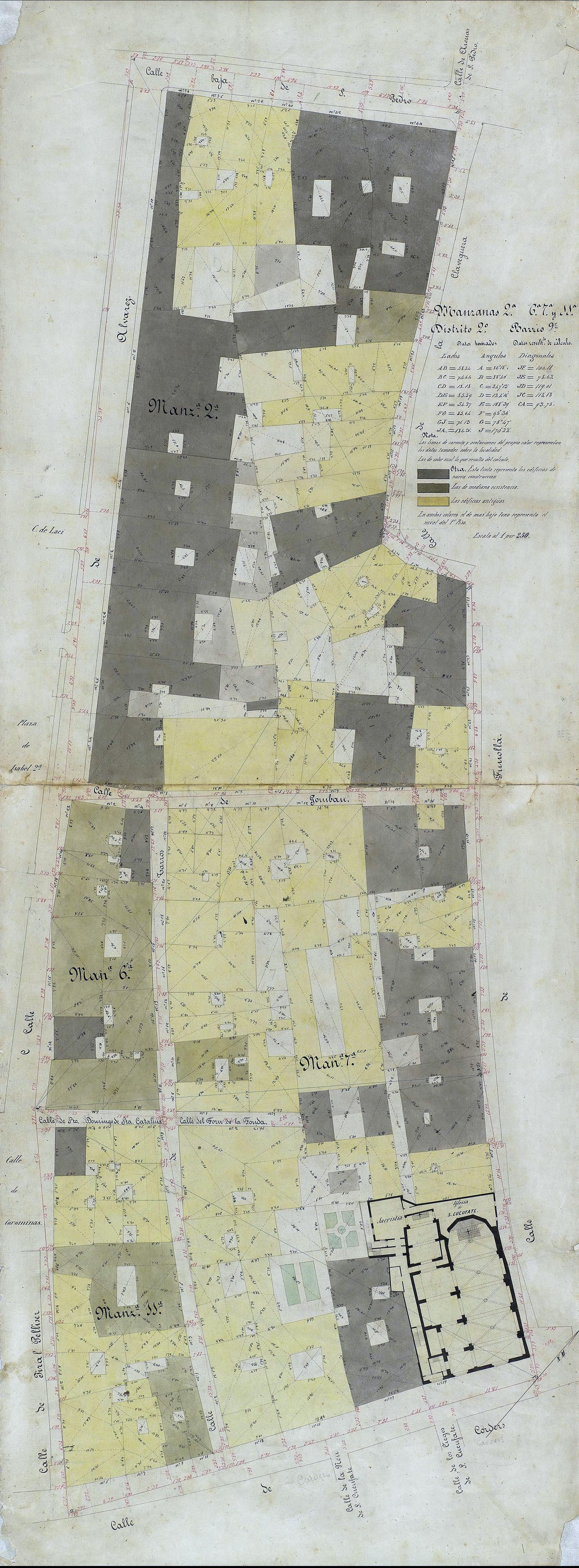
Quarteró núm. 30 de Garriga i Roca (c. 1860)

Es tractava d'una casa de veïns del segle xviii en cantonada, composta de planta baixa i quatre pisos. La façana principal del carrer d'en Gombau presentava una senzilla decoració esgrafiada, amb plafons verticals i un encoixinat a la cantonada.

## Història
El 1784, l'hostaler Oleguer Garrigosa (vegeu Hostal de la Rosa) va adquirir dues parcel·les a la cantonada dels carrers d'en Gombau i de Fonollar, i el 1785 va demanar permís per a aixecar-hi un nou edifici sobre les construccions existents. El 1820, la seva vídua Manuela Arteman va demanar permís per a posar-hi un guardarrodes a la cantonada.
El 1985 es va aprovar el PERI del Sector Oriental del centre històric (Sant Pere, Santa Caterina i la Ribera), i el 1995, l'Estudi de Detall de l'àrea central, obertura de l'avinguda Cambó, per la qual cosa, l'empresa mixta Promoció de Ciutat Vella SA (PROCIVESA) en va iniciar els tràmits d'expropiació. Finalment, l'edifici va ser enderrocat cap al 1999.